# El Coronil
El Coronil település Spanyolországban, Sevilla tartományban. El Coronil Algodonales, Villamartín, Utrera, Arahal, Montellano és Puerto Serrano községekkel határos. Lakosainak száma 4697 fő (2024).

## Népesség
A település népessége az elmúlt években az alábbi módon változott:
| Lakosok száma | 5139 | 5044 | 5045 | 5048 | 5022 | 4996 | 4830 | 4746 | 4720 | 4697 |
|               | 2001 | 2004 | 2007 | 2009 | 2012 | 2014 | 2017 | 2019 | 2022 | 2024 |